# ۱۶۱۵ (میلادی)
۱۶۱۵ (میلادی) هزار و ششصد  و پانزدهمین سال تقویم میلادی است.

## درگذشتگان
‎